# Palazzo Calabresi

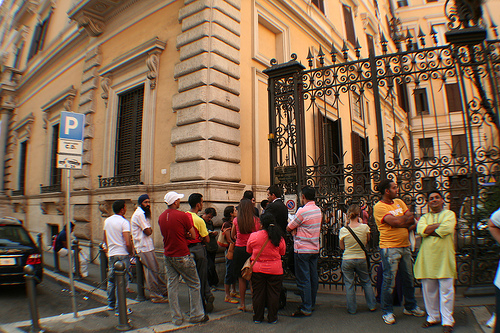
Entrada do edifício na Via XX Settembre.

Palazzo Calabresi é um palácio neorrenascentista localizado no número 5 da Via XX Settembre, no rione Castro Pretorio de Roma, de frente para o Palazzo Esercito, sede do Ministério da Defesa da Itália. Foi construído por Gaetano Koch em 1882.

## História e descrição
Assim como o Palazzo Caprara e o Palazzo Baracchini, de Giulio Podesti, o Palazzo Calabresi e o vizinho Palazzo Bourbon Artom foram construídos sobre a porção mais pitoresca do que era até então o jardim do Palazzo Barberini, o local onde ficava, até 1880, o sferisterio, uma quadra destinada ao jogo de bola que os Barberini haviam conseguido exclusividade. Os quatro edifícios já abrigaram dependências do Ministério da Defesa, cuja sede fica no imenso Palazzo Esercito, nas imediações.
Atualmente o Palazzo Calabresi é a sede da embaixada da Índia em Roma.